# Edmond Ramus
Edmond Joseph Ramus (1822-1890) est un dessinateur et graveur aquafortiste français.

## Biographie
Originaire de Paris, élève des Beaux-Arts et de Léon Gaucherel, Ramus se spécialise dans l'eau-forte.
Il expose une première fois des gravures au Salon de 1847. Il obtient la médaille de bronze du Salon des artistes français en 1881, pour lequel il expose jusqu'en 1890.
Vers 1864, il se lance brièvement dans la production lithographique.
Il fut l'un des plus importants contributeurs au magazine L'Art. Il contribua aussi à la Gazette des beaux-arts.
En 1880, il produit d'importantes gravures de reproduction pour le catalogue des objets conservés à la villa San Donato, la collection Demidoff, mise en vente par Paul Pavlovitch Demidoff.
On lui doit également de nombreux portraits et des traductions de maîtres anciens comme Rubens, Rembrandt, et de modernes comme Rosa Bonheur. Il meurt à Paris le 18 octobre 1890,.

## Ouvrages illustrés

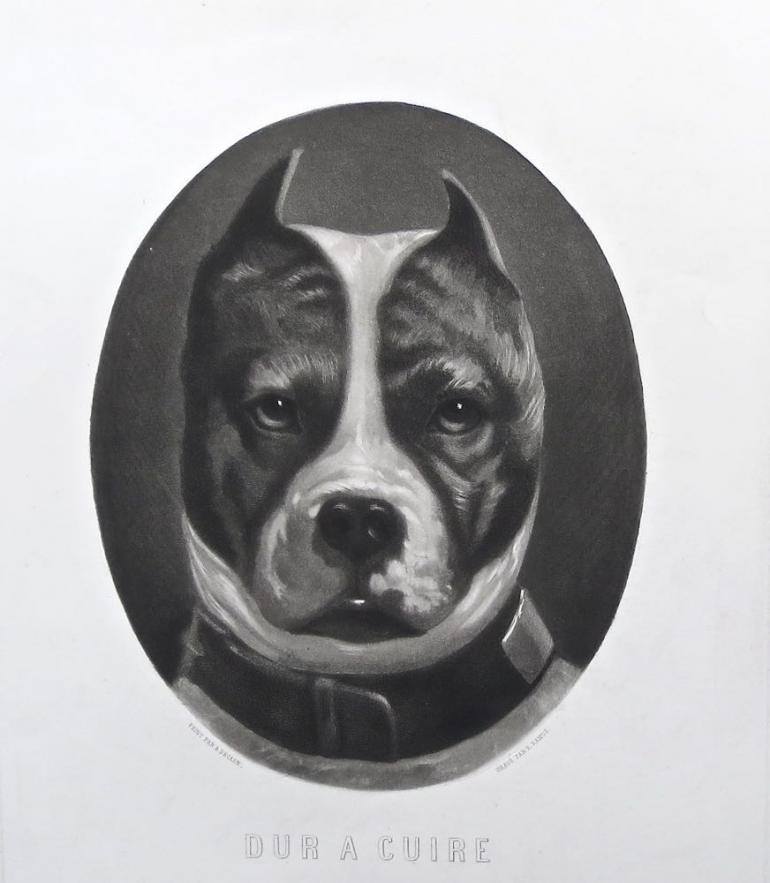
Dur à cuire (1864), gravure au lavis, d'après Alfred Decaen.

- Cervantes, L'Ingénieux Chevalier Don Quichotte de la Manche, Furne, Jouvet et Cie, 1866.
- Victor Hugo, La Légende des siècles, « Édition nationale », Paris, J. Lemonnyer et E. Testard, 1885-1894.